# Xã Charleston, Quận Lee, Iowa
Xã Charleston (tiếng Anh: Charleston Township) là một xã thuộc quận Lee, tiểu bang Iowa, Hoa Kỳ. Năm 2010, dân số của xã này là 733 người.